# Стомлена річка
Стомлена річка (англ. Weary River) — американська мелодрама режисера Френка Ллойда 1929 року. Фільм був номінований на премію «Оскар» за найкращу режисерську роботу.

## Сюжет
Деррі Лерабі — гангстер, який у вільний час розважає свою дівчину Еліс співом і грою на піаніно. Але одного разу, через чергову перестрілку, він потрапляє у в'язницю. Де, втім, замість того, щоб впадати у відчай, вирішує почати нове життя і вже всерйоз починає виступати з музичними номерами на місцевому тюремному радіо, де має значний успіх. Так що їй залишилося лише дочекатися його, а йому — довгоочікуваної свободи…

## У ролях
- Річард Бартелмесс — Деррі Лерабі
- Бетті Компсон — Еліс
- Вільям Голден — Варден
- Луа Натуа — Спадоні
- Джордж Е. Стоун — Блекі
- Рей Тернер — хлопець в ліфті
- Гледден Джеймс — менеджер